# Савоя-ди-Лукания
Савоя-ди-Лукания (итал. Savoia di Lucania) — коммуна в Италии, расположена в регионе Базиликата, подчиняется административному центру Потенца.
Население составляет 1236 человек, плотность населения составляет 39 чел./км². Занимает площадь 32 км². Почтовый индекс — 85050. Телефонный код — 0971.